# Stronie (gromada w powiecie wadowickim)
Stronie – dawna gromada, czyli najmniejsza jednostka podziału terytorialnego Polskiej Rzeczypospolitej Ludowej w latach 1954–1972.
Gromady, z gromadzkimi radami narodowymi (GRN) jako organami władzy najniższego stopnia na wsi, funkcjonowały od reformy reorganizującej administrację wiejską przeprowadzonej jesienią 1954 do momentu ich zniesienia z dniem 1 stycznia 1973, tym samym wypierając organizację gminną w latach 1954–1972.
Gromadę Stronie z siedzibą GRN w Stroniu utworzono – jako jedną z 8759 gromad na obszarze Polski – w powiecie wadowickim w woj. krakowskim, na mocy uchwały nr 31/IV/54 WRN w Krakowie z dnia 6 października 1954. W skład jednostki weszły obszary dotychczasowych gromad Zakrzów, Stronie i Leśnica ze zniesionej gminy Stryszów w tymże powiecie. Dla gromady ustalono 21 członków gromadzkiej rady narodowej.
29 lutego 1956 do gromady Stronie przyłączono przysiółek Zadziele ze wsi Skawinki o powierzchni 21 ha, 53 a, 25m2 z gromady Lanckorona.
Gromadę zniesiono 1 stycznia 1969, a jej obszar włączono do gromady Stryszów.